# Gymnocypris scleracanthus
Gymnocypris scleracanthus är en fiskart som beskrevs av Tsao, Wu, Chen och Zhu 1992. Gymnocypris scleracanthus ingår i släktet Gymnocypris och familjen karpfiskar. IUCN kategoriserar arten globalt som sårbar. Inga underarter finns listade i Catalogue of Life.